# El Capulín, Tlacoachistlahuaca
El Capulín är en ort i Mexiko.   Den ligger i kommunen Tlacoachistlahuaca och delstaten Guerrero, i den sydöstra delen av landet, 290 km söder om huvudstaden Mexico City. El Capulín ligger 507 meter över havet och antalet invånare är 592.
Terrängen runt El Capulín är huvudsakligen kuperad, men västerut är den bergig. Runt El Capulín är det ganska glesbefolkat, med 26 invånare per kvadratkilometer. Närmaste större samhälle är Tlacoachistlahuaca, 19,2 km sydost om El Capulín. I omgivningarna runt El Capulín växer huvudsakligen savannskog.